# Castell de Mey
El Castell de Mey, antigament Castell Barrogill, és a l'antic Comtat de Caithness, en la costa nord d'Escòcia, a uns 9 km a l'oest de John o' Groats. Si fa bon temps, des del castell es poden veure les Illes Òrcades. El Castell de Mey va ser construït en el segle xvi per George Sinclair, el quart Comte de Caithness, en el lloc d'una antiga fortificació.
El castell estava en ruïnes quan, en 1952, la Reina Elisabet, Reina Mare, vídua del Rei Jordi VI del Regne Unit, que havia mort a l'inici de l'any, el va comprar. La Reina Mare va començar a restaurar el castell com segona residència. El visitava regularment a l'agost i a l'octubre des de 1955 fins que va morir en 2002 (la seua última visita va ser a l'octubre de 2001).
El juliol de 1996, la Reina Mare va cedir la propietat a la Fundació del Castell de Mey de la Reina Elisabet, i s'ha obert el castell i el jardí al públic, de manera regular, des de la seua mort. Actualment, està obert tots els dies de la setmana des de l'1 de maig fins al 30 de setembre de cada any, encara que es tanca normalment durant deu dies entre finals de juliol i principis d'agost, quan el Duc i la Duquessa de Rothesay s'allotgen en el castell.

## El fantasma

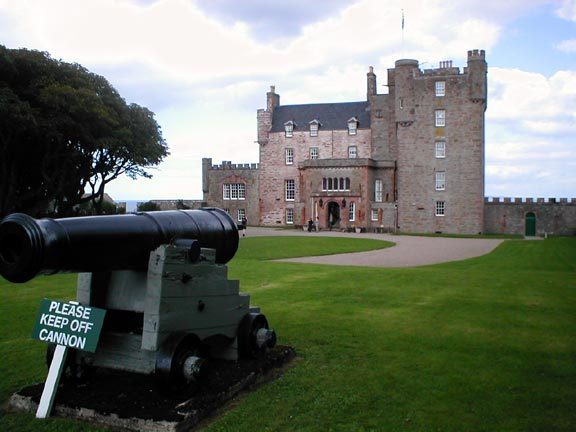
Castell de Mey

Segons diuen, el castell està encantat per la Dama Verda, el fantasma de la filla del cinquè Comte de Caithness, Elisabeth Sinclair. Com es va enamorar d'un pagès del poble, la xica infeliç va ser empresonada pel seu pare enfadat en l'àtic del castell i, en un moment de desesperació, es va tirar per la finestra.